# シマ (歌手)
シマ(英:Shima)は、マレーシアのロック歌手である。本名はク・ナザツル・シマ・クカマラザマン(マレー語:Ku Nazhatul Shima Ku Kamarazzaman)である。1990年代マレーシアの最高の歌手のいずれか活動した。
シマはまた、マレーシア初の日本人歌手である。

## アルバム
1. Shima (1990)
2. Shima Vol. 2 (1991)
3. Shima 3: Teringin (1993)
4. More Than Your Girl (1993)
5. Luka Dilukai (1994)
6. Rasa (1997)
7. Aku Tetap Aku (1999)
8. Ke Pangkuanmu (2007)